# Haus Rotzsche
Haus Rotzsche, auch Haus Weißenbach, ist eines der Winzerhäuser der Lößnitz, es steht im Radebeuler Stadtteil Oberlößnitz in der Bennostraße 15, innerhalb des Denkmalschutzgebiets Historische Weinberglandschaft Radebeul. Es gehörte um 1900 Alfred Rotzsche, nach dem es benannt ist. Als Haus Weißenbach stand es bereits zu DDR-Zeiten unter Denkmalschutz.

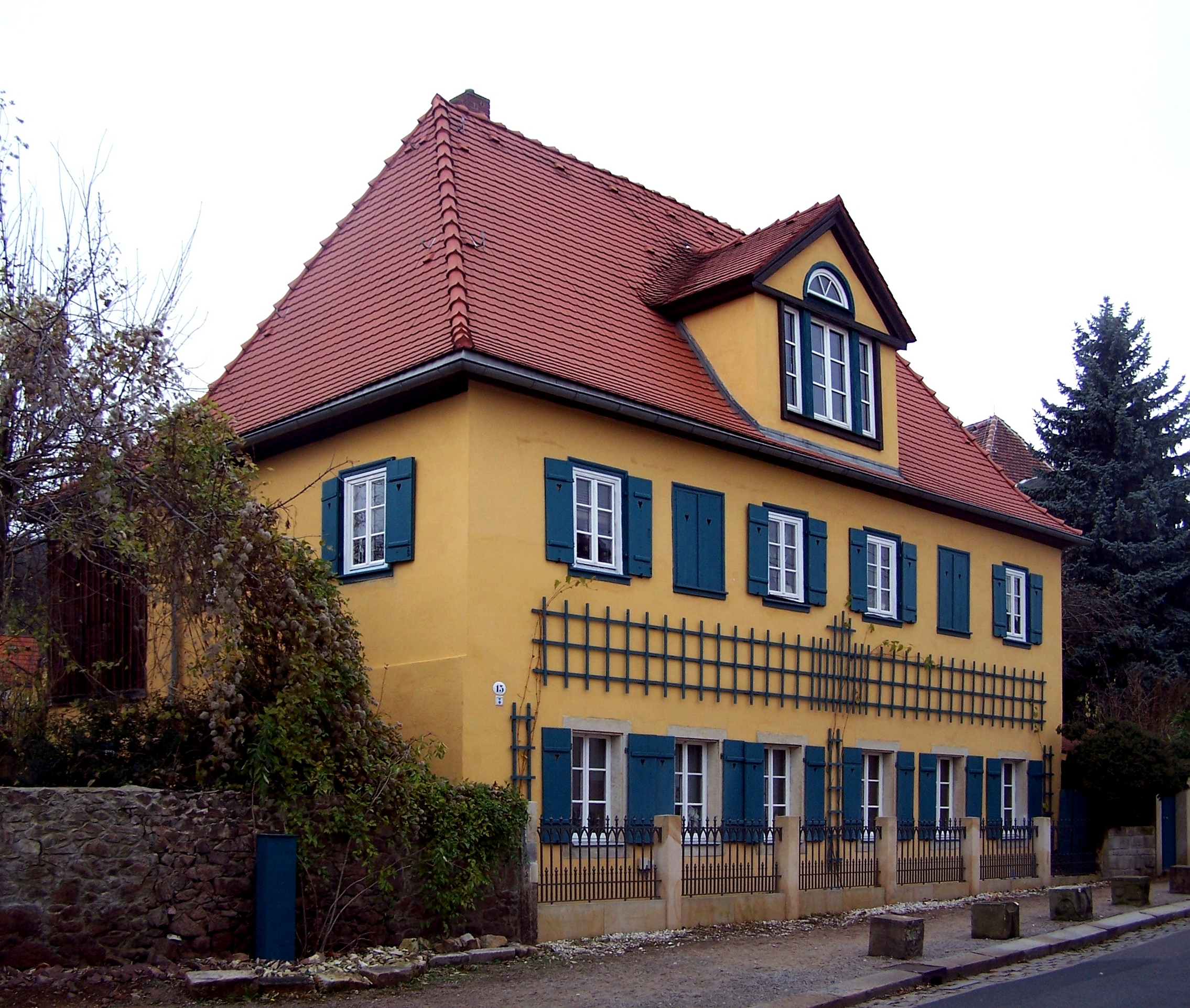
Haus Rotzsche

Haus Rotzsche ist ein „Zeugnis für den jahrhundertelangen Weinbau in der Lößnitz, ortsgeschichtlich von Bedeutung“.

## Beschreibung
Das mitsamt Anbau unter Denkmalschutz stehende Winzerhaus steht traufständig fast in der Straßenflucht der Bennostraße, auf einem Eckgrundstück zur westlich gelegenen Retzschgasse. Das zweigeschossige und sechsachsige Wohnhaus ist unten massiv und im Obergeschoss aus Fachwerk; es ist voll verputzt und hat ein hohes, ziegelgedecktes Walmdach. In diesem befindet sich mittig zur Straße hin ein Zwerchhaus mit einem dreigliedrigen Fenster mit aufgesetztem Fensterrundbogen. Früher wurde das Zwerchhaus durch zwei Giebelgauben begleitet, die inzwischen verschwunden sind. Die Fenster im Erdgeschoss werden durch Sandsteingewände eingefasst, die im Obergeschoss durch hölzerne Gewände, beide Etagen zeigen Klappläden.
Das Gebäude steht auf einem Keller aus zwei ineinander greifenden, sandsteingesetzten Tonnengewölben, von denen die längsverlaufende teilweise zugesetzt ist.
Auf der bergseitigen Rückseite des Gebäudes befinden sich zwei Anbauten. Der westliche Anbau ist zweigeschossig, unten massiv, oben aus Fachwerk, welches verbrettert ist, und sein Walmdach bindet sich in das Hauptdach ein. Auf der Nordseite des Erdgeschosses sieht man einen zugesetzten Eingangstorbogen. Der östliche Anbau ist eingeschossig mit einer Plattform, zu der auf der Schmalseite des Gebäudes eine Treppe hochführt.
Die Einfriedung besteht größtenteils aus Bruchsteinmauerwerk, an der Ecke steht ein gotisierendes Gitter zwischen  Sandsteinpfeilern.

## Geschichte
Das Gebäude wurde erstmals 1701 erwähnt, als es der Grundbesitzer Herr von Schreubendorf neu errichtete. Versprünge zwischen Türen und Fenstern im heutigen Gebäude lassen die Schlussfolgerung zu, dass das erste Winzerhaus ein einfacher rechteckiger Bau war, der im Obergeschoss die Besitzerräume zum Sommeraufenthalt enthielt, während sich im Erdgeschoss die Wirtschaftsräume und die Bedienstetenwohnung befand.
Ab 1800 fand unter dem Amtslandrichter Johann Heinrich Kiesler (oder Kießler) der Umbau zum ganzjährig bewohnbaren Gebäude statt. Auf der nördlichen Gebäuderückseite wurden Vorbauten ergänzt nebst Veranda und Außentreppe, so dass ein zweiseitiger Zugang zum Obergeschoss entstand. Der untere Eingang wurde von der Straßenseite zur Westseite verlegt.
Nachdem im 19. Jahrhundert ein reger Besitzerwechsel stattgefunden hatte, so beispielsweise um 1859 auf den Geheimrat von Weißenbach, kam das Anwesen um 1890 auf Alfred Rotzsche, der um 1900 das straßenseitige Zwerchhaus errichtete, die Veranda mit Fachwerk aufstockte und überdachte.
Heute ist das Haus wieder denkmalgerecht und stilvoll saniert; das Anwesen wird unter anderem als Bildhauer-Atelier genutzt.